# 핀 칼비크
핀 칼비크(Finn Kalvik, 1947년 4월 30일 ~ )는 노르웨이 가수이다.유로비전 송 콘테스트 1981에서 노르웨이 대표로 참가했다.   